# Hodge 301
Hodge 301 è un ammasso aperto visibile nella Grande Nube di Magellano, nella costellazione del Dorado.
Insieme a R136, è uno dei due ammassi aperti più notevoli situati nella Nebulosa Tarantola, la più grande regione di formazione stellare del Gruppo Locale. Sin dalla sua formazione, alcune delle stelle più massicce sono esplose come supernovae, comprimendo il gas contenuto nella nube. Ciò contrasta con la situazione osservabile in R136a, che è sufficientemente giovane da non aver ancora subito esplosioni in supernovae delle sue componenti.